# 2000年シドニーオリンピックのバルバドス選手団
2000年シドニーオリンピックのバルバドス選手団（2000ねんシドニーオリンピックのバルバドスせんしゅだん）は、2000年9月15日から10月1日にかけてオーストラリアのニューサウスウェールズ州シドニーで開催された2000年シドニーオリンピックのバルバドス選手団、およびその競技結果。

## 概要
今大会は銅メダル1個、合計1個のメダルを獲得した。

## メダル
| メダル | 選手名               | 競技 | 種目     |
| ------ | -------------------- | ---- | -------- |
| 銅     | オバデレ・トンプソン | 陸上 | 男子100m |